# Prueba médica
Una prueba médica es un procedimiento médico realizado para detectar, diagnosticar o controlar enfermedades, procesos de enfermedad, susceptibilidad o para determinar un curso de tratamiento. Las pruebas médicas, como los exámenes físicos y visuales, el diagnóstico por imagen, las pruebas genéticas, los análisis químicos y celulares, relacionados con la química clínica y el diagnóstico molecular, suelen realizarse en un entorno médico.

## Tipos de pruebas

### Por finalidad
Las pruebas médicas pueden clasificarse por su finalidad, siendo las más comunes el diagnóstico, el cribado y la evaluación.

#### Diagnóstico
Una prueba diagnóstica es un procedimiento que se realiza para confirmar o determinar la presencia de una enfermedad en un individuo del que se sospecha que la padece, normalmente a raíz del informe de los síntomas, o basándose en los resultados de otras pruebas médicas. Esto incluye el diagnóstico póstumo. Ejemplos de estas pruebas son:
- El uso de la medicina nuclear para examinar a un paciente sospechoso de tener un linfoma.
- Medir el nivel de azúcar en la sangre de una persona de la que se sospecha que tiene diabetes mellitus después de períodos de aumento de la orina.
- Tomar un recuento sanguíneo completo de un individuo que experimenta fiebre alta para comprobar si hay una infección bacteriana.
- Controlar las lecturas del electrocardiograma de un paciente con dolor en el pecho para diagnosticar o determinar cualquier irregularidad cardíaca.

#### Cribado
El cribado se refiere a una prueba médica o una serie de pruebas utilizadas para detectar o predecir la presencia de enfermedades en individuos de riesgo dentro de un grupo definido, como una población, una familia o una plantilla. Los cribados pueden realizarse para controlar la prevalencia de la enfermedad, gestionar la epidemiología, ayudar en la prevención o con fines estrictamente estadísticos.
Algunos ejemplos de cribados son la medición del nivel de TSH en la sangre de un recién nacido como parte del cribado de hipotiroidismo congénito, la comprobación de la presencia de cáncer de pulmón en personas no fumadoras expuestas al humo de segunda mano en un entorno laboral no regulado, y el cribado de la citología vaginal para la prevención o la detección precoz del cáncer de cuello de útero.

#### Monitorización
Algunas pruebas médicas se utilizan para supervisar el progreso o la respuesta al tratamiento médico.

### Por método
La mayoría de los métodos de prueba pueden clasificarse en uno de los siguientes grupos generales:
- Observaciones del paciente, que pueden ser fotografiadas o grabadas
- Preguntas formuladas al elaborar la historia clínica de un individuo
- Pruebas realizadas en una exploración física
- Pruebas radiológicas, en las que, por ejemplo, se utilizan rayos X para formar una imagen de un objetivo corporal. Estas pruebas suelen incluir la administración de un agente de contraste.
- Diagnósticos in vivo que se realizan en el cuerpo, como:
  - Manometría
  - La administración de un agente de diagnóstico y la medición de la respuesta del cuerpo, como en la prueba de provocación del gluten, la prueba de estrés por contracción, la prueba de provocación bronquial, la prueba de provocación de alimentos por vía oral o la prueba de estimulación de ACTH.
- Diagnósticos in vitro que analizan una muestra de tejido o fluidos corporales, como:
  - Biopsia líquida
  - Cultivo microbiológico, que determina la presencia o ausencia de microbios en una muestra del cuerpo, y suele estar dirigido a detectar bacterias patógenas.
  - Pruebas genéticas
  - Nivel de azúcar en sangre
  - Pruebas de la función hepática
  - Pruebas de calcio
  - Análisis de electrolitos en la sangre, como sodio, potasio, creatinina y urea
- Por ubicación de la muestra

Las pruebas in vitro pueden clasificarse según la ubicación de la muestra que se analiza, incluyendo:
Pruebas de sangre
- - Pruebas de orina, incluyendo el examen de la orina a simple vista
  - Pruebas de heces, incluyendo el examen a simple vista de las heces
  - Esputo (flema), incluido el examen a simple vista del esputo

## Exactitud y precisión
- La exactitud de una prueba de laboratorio es su correspondencia con el valor real. La exactitud se maximiza calibrando el equipo de laboratorio con material de referencia y participando en programas de control de calidad externos.
- La precisión de una prueba es su reproducibilidad cuando se repite con la misma muestra. Una prueba imprecisa produce resultados muy variables al repetir la medición. La precisión se controla en el laboratorio mediante el uso de material de control.

## Detección y cuantificación
Las pruebas realizadas en un examen físico suelen tener como objetivo la detección de un síntoma o signo, y en estos casos, una prueba que detecta un síntoma o signo se designa como prueba positiva, y una prueba que indica la ausencia de un síntoma o signo se designa como prueba negativa, como se detalla más adelante en otra sección.Una cuantificación de una sustancia objetivo, un tipo de célula u otra entidad específica es un resultado común de, por ejemplo, la mayoría de los análisis de sangre. No se trata sólo de responder si una entidad objetivo está presente o ausente, sino también en qué cantidad está presente. En los análisis de sangre, la cuantificación está relativamente bien especificada, como la que se da en la concentración de masa, mientras que la mayoría de las demás pruebas pueden ser también cuantificaciones aunque menos especificadas, como un signo de estar "muy pálido" en lugar de "ligeramente pálido". Del mismo modo, las imágenes radiológicas son técnicamente cuantificaciones de la opacidad radiológica de los tejidos.
Especialmente en la elaboración de una historia clínica, no existe un límite claro entre una prueba de detección o cuantificación y una información más bien descriptiva de un individuo. Por ejemplo, las preguntas relativas a la ocupación o a la vida social de un individuo pueden considerarse como pruebas que pueden considerarse positivas o negativas en cuanto a la presencia de diversos factores de riesgo, o pueden considerarse "meramente" descriptivas, aunque estas últimas pueden ser al menos igual de importantes desde el punto de vista clínico.

### Positivo o negativo
El resultado de una prueba destinada a la detección de una entidad puede ser positivo o negativo: esto no tiene nada que ver con un mal pronóstico, sino que significa que la prueba funcionó o no, y que un determinado parámetro que se evaluó estaba presente o no. Por ejemplo, una prueba de cribado del cáncer de mama negativa significa que no se ha podido encontrar ningún signo de cáncer de mama (lo que en realidad es muy positivo para la paciente).
La clasificación de las pruebas en positivas o negativas da una clasificación binaria, con la consiguiente capacidad de realizar probabilidades bayesianas y métricas de rendimiento de las pruebas, incluidos los cálculos de sensibilidad y especificidad.

### Valores continuos
Las pruebas cuyos resultados son de valores continuos, como la mayoría de los valores sanguíneos, pueden interpretarse tal cual, o pueden convertirse en binarias definiendo un valor de corte, designando los resultados de la prueba como positivos o negativos en función de si el valor resultante es superior o inferior al corte.

## Interpretación
Si se encuentra un signo o síntoma patognomónico, es casi seguro que la condición objetivo está presente, y si no se encuentra un signo o síntoma sine qua non, es casi seguro que la condición objetivo está ausente. Sin embargo, en la realidad, la probabilidad subjetiva de la presencia de una afección nunca es exactamente del 100% o del 0%, por lo que las pruebas se dirigen más bien a estimar una probabilidad posterior a la prueba de una afección u otra entidad.
La mayoría de las pruebas diagnósticas utilizan básicamente un grupo de referencia para establecer datos de rendimiento como los valores predictivos, los cocientes de probabilidad y los riesgos relativos, que luego se utilizan para interpretar la probabilidad posterior a la prueba de un individuo.
En las pruebas de seguimiento de un individuo, los resultados de las pruebas anteriores de ese individuo pueden utilizarse como referencia para interpretar las pruebas posteriores.

## Riesgos
Algunos procedimientos de pruebas médicas llevan asociados riesgos para la salud, e incluso requieren anestesia general, como la mediastinoscopia. Otras pruebas, como el análisis de sangre o la prueba de Papanicolaou, tienen pocos o ningún riesgo directo. Las pruebas médicas también pueden tener riesgos indirectos, como el estrés de la prueba, y pueden requerirse pruebas más arriesgadas como seguimiento de un resultado (potencialmente) falso positivo. Consulte al profesional sanitario (incluidos los médicos, los asistentes médicos y las enfermeras profesionales) que le prescriba cualquier prueba para obtener más información.

## Indicaciones
Cada prueba tiene sus propias indicaciones y contraindicaciones. Una indicación es una razón médica válida para realizar la prueba. Una contraindicación es una razón médica válida para no realizar la prueba. Por ejemplo, una prueba básica de colesterol puede estar indicada (médicamente apropiada) para una persona de mediana edad. Sin embargo, si la misma prueba se realizó a esa persona hace muy poco tiempo, la existencia de la prueba anterior es una contraindicación para la prueba (una razón médicamente válida para no realizarla).
El sesgo de información es el sesgo cognitivo que hace que los profesionales sanitarios soliciten pruebas que producen información que no esperan o no pretenden utilizar de forma realista para tomar una decisión médica. Las pruebas médicas se indican cuando la información que producen se va a utilizar. Por ejemplo, una mamografía de cribado no está indicada (no es médicamente apropiada) para una mujer que se está muriendo, porque aunque se detecte un cáncer de mama, morirá antes de que pueda comenzar cualquier tratamiento contra el cáncer.
De forma simplificada, la indicación de una prueba para un individuo depende en gran medida de su beneficio neto para el mismo. Las pruebas se eligen cuando el beneficio esperado es mayor que el daño esperado. El beneficio neto puede estimarse aproximadamente mediante:
{\displaystyle b_{n}=\Delta p\times r_{i}\times (b_{i}-h_{i})-h_{t}}
donde:
- bn es el beneficio neto de realizar una prueba
- Λp es la diferencia absoluta entre la probabilidad previa y posterior a la prueba de las condiciones (como las enfermedades) que se espera que alcance la prueba. Un factor importante para esa diferencia absoluta es la potencia de la propia prueba, que puede describirse, por ejemplo, en términos de sensibilidad y especificidad o ratio de probabilidad. Otro factor es la probabilidad previa a la prueba, ya que una menor probabilidad previa a la prueba da lugar a una menor diferencia absoluta, con la consecuencia de que incluso las pruebas muy potentes logran una baja diferencia absoluta para afecciones muy improbables en un individuo (como las enfermedades raras en ausencia de cualquier otro signo indicativo), pero, por otro lado, que incluso las pruebas con baja potencia pueden marcar una gran diferencia para afecciones muy sospechosas. Las probabilidades en este sentido también deben considerarse en el contexto de las afecciones que no son objetivo principal de la prueba, como las probabilidades relativas al perfil en un procedimiento de diagnóstico diferencial.
- ri es el índice de lo que se espera que las diferencias de probabilidad den lugar a cambios en las intervenciones (como un cambio de "ningún tratamiento" a "administración de un tratamiento médico de baja dosis"). Por ejemplo, si el único efecto esperado de una prueba médica es hacer más probable una enfermedad en comparación con otra, pero las dos enfermedades tienen el mismo tratamiento (o ninguna puede ser tratada), entonces, este factor es muy bajo y la prueba probablemente no tenga valor para el individuo en este aspecto.
- bi es el beneficio de los cambios en las intervenciones para el individuo
- hi es el daño de los cambios en las intervenciones para el individuo, como los efectos secundarios del tratamiento médico
- ht es el daño causado por la propia prueba.

Algunos factores adicionales que influyen en la decisión de realizar o no una prueba médica son: el coste de la prueba, la disponibilidad de pruebas adicionales, la posible interferencia con una prueba posterior (como una palpación abdominal que pueda inducir una actividad intestinal cuyos sonidos interfieran con una auscultación abdominal posterior), el tiempo necesario para la prueba u otros aspectos prácticos o administrativos. Los posibles beneficios de una prueba diagnóstica también pueden sopesarse frente a los costes de las pruebas innecesarias y el consiguiente seguimiento innecesario y posiblemente incluso el tratamiento innecesario de los hallazgos incidentales.
En algunos casos, se espera que las pruebas que se realizan no tengan ningún beneficio para el individuo que se somete a ellas. En cambio, los resultados pueden ser útiles para el establecimiento de estadísticas con el fin de mejorar la atención sanitaria de otros individuos. Los pacientes pueden dar su consentimiento informado para someterse a pruebas médicas que beneficien a otras personas.

## Expectativas de los pacientes
Además de las consideraciones sobre la naturaleza de las pruebas médicas señaladas anteriormente, hay otras realidades que pueden dar lugar a ideas erróneas y expectativas injustificadas entre los pacientes. Entre ellas se encuentran: Diferentes laboratorios tienen diferentes rangos normales de referencia; valores ligeramente diferentes resultarán de la repetición de una prueba; lo "normal" se define por un espectro a lo largo de una curva de campana resultante de las pruebas de una población, no por "principios racionales, basados en la ciencia, fisiológicos"; a veces las pruebas se utilizan con la esperanza de encontrar algo que dé al médico una pista sobre la naturaleza de una condición determinada; y las pruebas de imagen están sujetas a una interpretación humana falible y pueden mostrar "incidentalomas", la mayoría de los cuales "son benignos, nunca causarán síntomas y no requieren una evaluación adicional", aunque los médicos están desarrollando directrices para decidir cuándo seguir con el diagnóstico de los incidentalomas.

## Norma para la notificación y evaluación
La revisión de QUADAS-2 está disponible.